# 神戸市立西落合中学校
神戸市立西落合中学校（こうべしりつ にしおちあいちゅうがっこう）は、兵庫県神戸市須磨区にある公立中学校。

## 部活動

### 運動部
- 野球部
- サッカー部
- ソフトテニス部
- 女子卓球部
- 女子バレーボール部

### 文化部
- 吹奏楽部
- 美術部
- 放送部

## 卒業生
- 小坂田淳（陸上競技選手）
- 中村亮（元サッカー選手）
- dEnkA（ミュージシャン、KNOCK OUT MONKEYのギタリスト）
- 工藤めぐみ（ダンサー）
- 益田博隆（放送作家）

## 交通アクセス
- 市営地下鉄総合運動公園駅下車東へ徒歩10分

## 通学区域が隣接している学校
- 神戸市立白川台中学校
- 神戸市立東落合中学校
- 神戸市立竜が台中学校
- 神戸市立太山寺中学校